# 兵庫県立播磨農業高等学校
兵庫県立播磨農業高等学校（ひょうごけんりつ はりまのうぎょうこうとうがっこう）は、兵庫県加西市にある県立の農業高等学校。
兵庫県で唯一の文部科学省指定農業経営者育成高等学校に認定されているほか、兵庫県グリーンスクール表彰を受けている。県下全域から生徒を受け入れており、自然環境保全や循環型農業・有機農業、フラワーアレンジメントが学べる農業後継者育成の拠点となっている。

## 設置学科
- 農業経営科（定員:40名）
  - 作物・農業機械コース、野菜コース
- 園芸科（定員:40名）
  - 果樹コース、草花デザインコース
- 畜産科（定員:40名）
  - 酪農コース、肉畜コース

定員の50%が推薦入試での募集となっている。

## 沿革
- 1965年 兵庫県立北条高等学校の農業科第1学年を母体に自営者養成農業高等学校として発足
- 1966年 4月開校、兵庫県立北条高等学校の農業科が移籍
- 1985年 - 1987年 バイオテクノロジーを導入した養液栽培の実験実習の研究推進校となった[2]。

## 特徴
- 平成22年度の進学率35%（四年制大学、農業大学校への進学率は18%）、就職率62%[3]。昭和59年3月に卒業の生徒は113名中95名が就職、15名が進学であった[4]。
- 玉丘寮と呼ばれる寮がある。寮の名前は播磨風土記の「玉丘の里」より名づけられたものである[5]。かつては男子校で[要出典]全寮制だった[4]。
- 校内には馬場があり、自前で馬を飼育している[6]。
- 馬術部は全国大会出場経験に複数回出場経験がある[7]。
- 相撲部は平成2年に創立された[要出典]。全国ベスト10に入ったことがある[8]。
- 日本河川協会が実施している「日本水大賞」に乳牛クラブが応募している[9]。
- 学校内で作られた野菜は1994年、兵庫県立姫路商業高等学校の販売実習に初めて用いられた[10]。
- 酒造に適した米「山田錦」を有機農法で栽培している[11]。

- 生徒が開発した「アレルギーの人でも食べられる卵・ハリマ夢たまご」が人気を集め、産経新聞などでも取り上げられた[12]。平成20年度は取り扱わなかった[13]。
- 毎年11月23日に開催される、「農高祭」では校内で作られた農作物の即売所が設けられる。またふれあい伝統芸能フェスティバルも同時開催される[14]。
- 農村歌舞伎の郷土伝統文化継承推進校となっている[15]。

## 所在地
- 兵庫県加西市北条町東高室1236-1